# Castillo de Takada

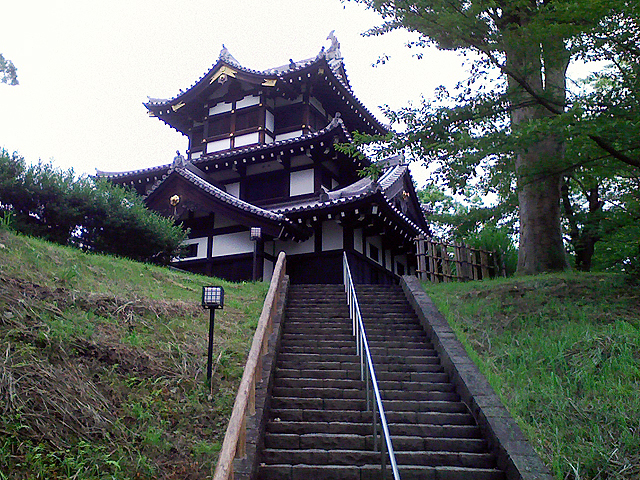
La torre esquinera vista desde dentro del castillo

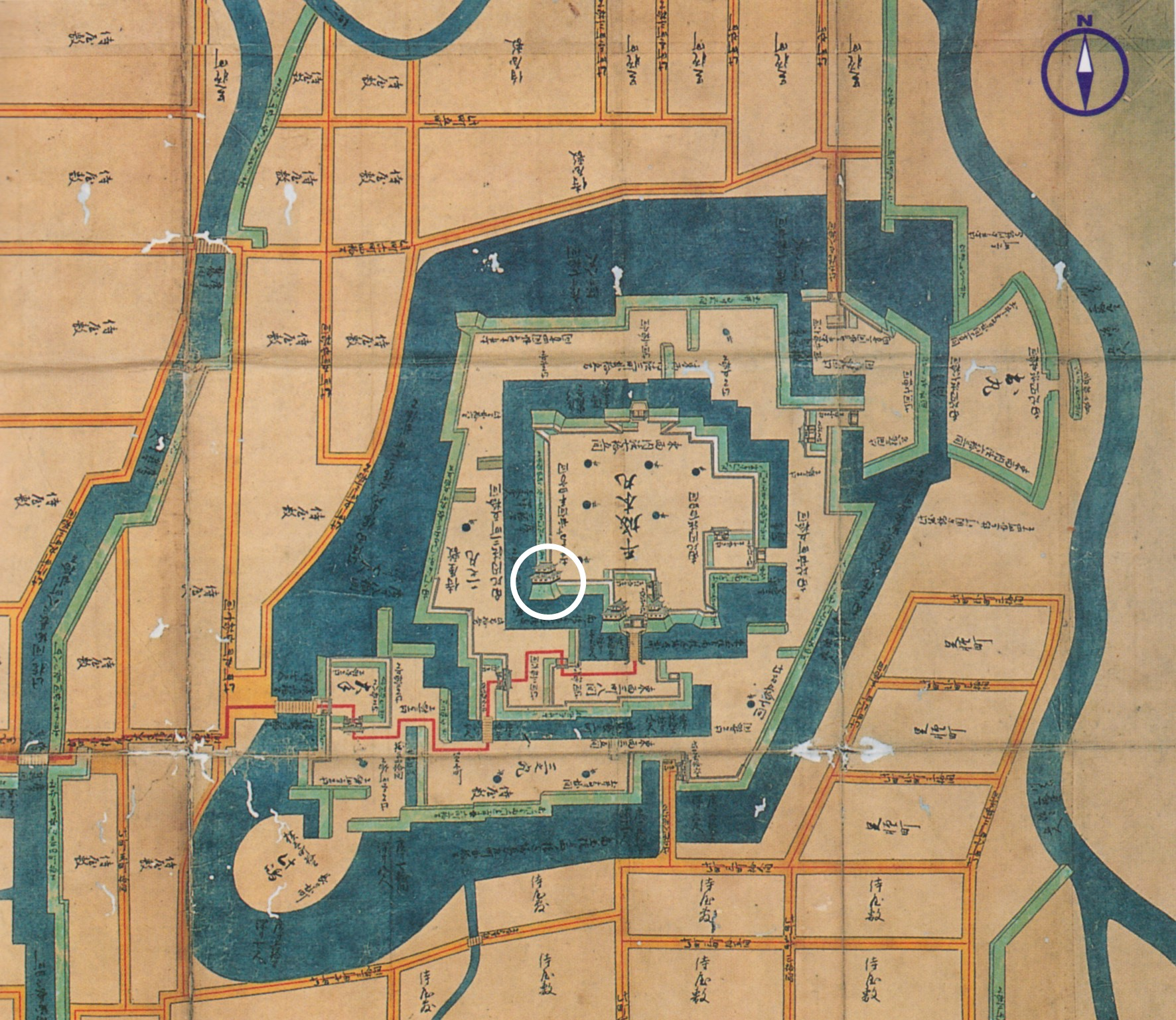
Plano del castillo (la torre esquinera está marcada por el círculo blanco)

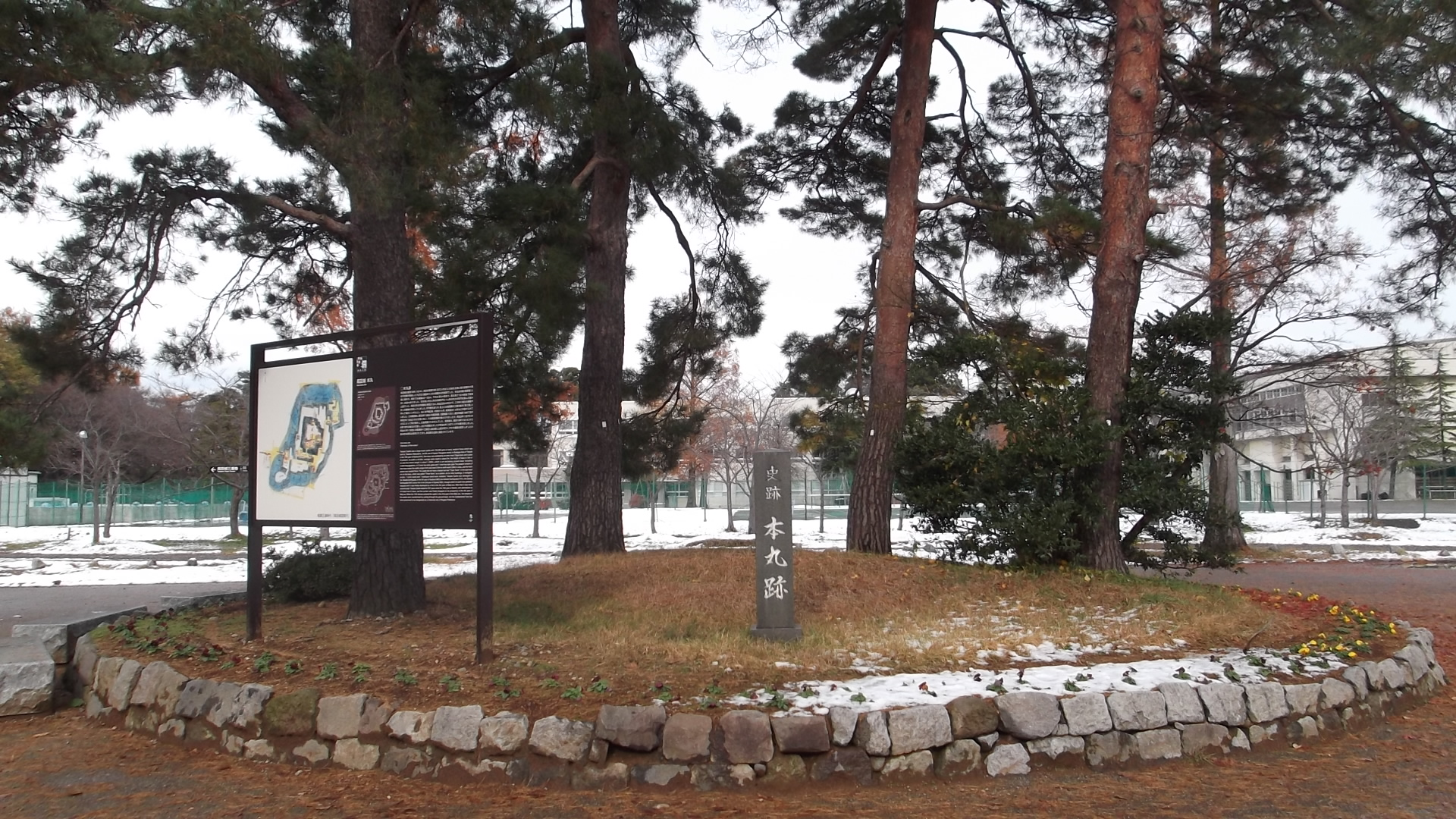
Frente del castillo interior

El castillo de  Takada (高田城, Takada-jō) fue un castillo japonés que se encontraba en Jōetsu, en la Prefectura de Niigata, Japón.

## Historia
Matsudaira Tadateru inició la construcción del castillo el año 1614 bajo la autoridad del shogunato Tokugawa. La ubicación escogida para el castillo era un lugar situado en una curva del río Seki en la llanura de Bodaigahara (菩提ヶ原). Trece daimios estuvieron implicados en su construcción, la cual fue organizada por Date Masamune, el suegro de Tadateru. Entre estos daimios se incluyeron Uesugi Kagekatsu (que residió en Yonezawa) y Maeda Toshitsune, príncipe de Kanazawa.
La construcción del castillo se comenzó el 15 de marzo de 1614 y se terminó en sólo cuatro meses. Que el castillo fuera completado en un tiempo tan breve (teniendo en cuenta que las zanjas exteriores abarcaban un área de más de 60 hectáreas) se debió a que las murallas eran de tierra y a que carecía de torre del homenaje (tenshu). Posteriormente una de las torres (yagura) esquineras cerca de la puerta principal se ampliaría hasta alcanzar una altura de tres pisos para que ejerciera ese papel. El motivo de tanta austeridad fue que el shogunato se estaba preparando para el asedio de Osaka y tenía que concentrar sus recursos.
Para la década de 1620, el castillo había sido completado, pero en 1665  un terremoto provocó graves daños. En 1751 volvió a ser dañado por un terremoto y en 1802 todos los edificios, con excepción de las puertas y las torres esquineras fueron destruidos por un incendio.

### El castillo hoy
Tras la restauración Meiji los edificios se fueron perdiendo, bien por incendios, bien por falta de mantenimiento. En 1873 los edificios que habían sobrevivido hasta entonces fueron demolidos y una parte de los terrenos se empleó como acuartelamiento. Durante la celebración del 20.º aniversario de la ciudad de Jōetsu (1991)  se decidió reconstruir la torre esquinera respetando su forma original usando antiguas ilustraciones y planos. La torre fue reconstruida el año 1993, y acoge una sala de exposiciones donde se exhiben documentos antiguos referentes al castillo y objetos arqueológiocos obtenidos de las excavaciones en los terrenos del castillo. El tercer piso de emplea como mirador. En verano las flores de loto florecen en abundancia, cubriendo el foso exterior, y todos los años se celebra el festival del loto. Durante el tiempo en que se usó como cuartel se plantaron 3.000 cerezos, y hoy en día el parque Takada, que ocupa parte de los terrenos del castillo, está considerado como uno de los tres mejores lugares de Japón para contemplar los cerezos de noche.

## Lista de Daimios
- 1614: Matsudaira Tadateru (600.000 koku)
- 1616: Sakai Ietsugu (100.000 koku)
- 1619: Matsudaira Tadamasa (250.000 koku)
- 1624: Matsudaira Mitsunaga (260.000 koku) hasta 1681, cuando el dominio fue confiscado y abolido hasta 1685.
- 1685: Inaba Masamichi (102.000 koku)
- 1701: Toda Tadazane (67.000 koku)
- 1710: Matsudaira (Hisamatsu) Sadashige y sus descendientes (110.000 koku)
- 1741: Sakakibara Masanaga y sus descendientes (150.000 koku)
  - Masataka (1843–1927) fue el último daimio de esta familia. A partir del periodo Meiji, los cabezas de la casa tuvieron el título de vizconde.